# Zamarrillas
Zamarrillas fue una localidad española, hoy día despoblada, del término municipal de Cáceres, perteneciente a la provincia de Cáceres, en la comunidad autónoma de Extremadura.
En 2024, el despoblado fue declarado bien de interés cultural, en la categoría de "sitio histórico".

## Geografía
El lugar está ubicado al sur de la ciudad de Cáceres.

## Historia
Hacia comienzos del siglo XVII su población se encontraría en torno a los 70 habitantes y hacia comienzos del siglo siguiente alcanzaría su cénit. A mediados del siglo XIX, el lugar era ya un despoblado, que había quedado destruido en la guerra de la Independencia. Por entonces ya pertenecía al término de Cáceres. Aparece descrito en el decimosexto volumen del Diccionario geográfico-estadístico-histórico de España y sus posesiones de Ultramar de Pascual Madoz de la siguiente manera:

ZAMARRILLAS: desp. en la prov., part. jud. y térm. de Cáceres: sit. 2 1/2 leg. S. de esta v. fue considerado como arrabal de ella, para los repartimientos de contr.: destruido en la guerra de la Independencia , lo abandonaron sus moradores y no ha vuelto á poblarse, por corresponder todo su terreno á varias casas de aquella cap. y carecer de tierras que cultivar y donde pastar sus ganados. Fue siempre de corta pobl.
(Madoz, 1850, p. 454)